# Ernst von Dombrowski (Schriftsteller)
Ernst Ritter von Dombrowski (* 7. September 1862 auf Schloss Ullitz bei Pilsen (heute Úlice) in Böhmen; † 13. Dezember 1917 in Graz) war ein böhmischer Jäger und Schriftsteller.
Er wurde als Sohn des habsburgischen Hofjagdmeisters und Jagdschriftstellers Raoul von Dombrowski geboren und trat 1878 in die Pionier-Kadettenfachschule in Hainburg ein, schied 1881 aus dieser wegen eines Augenleidens aus und widmete sich naturwissenschaftlichen Studien. Er lebte von 1887 bis 1891 in Blasewitz bei Dresden als Chefredakteur des „Weidmann“ und war dann von 1891 bis 1894  Hofjägermeister im Dienst des Fürsten Reuß ältere Linie in Greiz. Er veröffentlichte zahlreiche Bücher über die Jagd und zu jagdlichen Fachthemen sowie Erzählungen und Theaterstücke. In seinen Schriften, vor allem im Frank Waldfried, zeigte er sich als Gegner des Ultramontanismus und Anhänger der Los-von-Rom-Bewegung. Ernst Ritter von Dombrowski verstarb am 13. Dezember 1917 in Graz. Er wurde auf dem Stadtfriedhof St. Peter bestattet.
Sein gleichnamiger Sohn (1896–1985) hat als Graphiker, Buchillustrator und Professor an der Münchener Akademie für Angewandte Kunst gewirkt.
Ernst Ritter von Dombrowski war Bruder von Robert Ritter von Dombrowski (1869–1932) und Karl Ritter von Dombrowski (1872–1951).

## Werke
Jagdliteratur:
- Jagd-ABC für alle, die Jäger werden wollen. 4. Aufl. Berlin : Parey, 1931
- Weidmanns Praktika zu Holz, Feld und Wasser – Ein Lehrbuch für angehende und ein Handbuch für geübte Jäger und Jagdfreunde. Karl von Train / Ernst Ritter von Dombrowski. Verlag Herfurth, Leipzig 1893
- Die Treibjagd. Ein Lehr- und Handbuch für Jagdherren, Berufsjäger und Jagdfreunde. Verlag Neumann, Neudamm 1904
- Aus meinem Jäger- und Trapperleben. Verlag Karl Mitschke, Wien 2. Aufl. 1905.
- Der Jäger und Forstmann als Sammler und Präparator – Praktische Anleitung zum Sammeln u. Konservieren von Säugetieren, Vögeln, Käfern, Schmetterlingen, Vogeleiern, Skeletten, Geweihen und Gehörnen. Verlag Paul Parey, Berlin 1896, 2. Aufl. 1914
- Deutsche Weidmannssprache – Mit Zugrundelegung des gesamten Quellenmaterials für den praktischen Jäger. Verlag Neumann, Neudamm 1897, 1913; 4. Aufl. 1939

- Altdeutsches Weidwerk. Mehrteiliges Werk, Verlag Klüth, Darmstadt.
- Die Jagdpraxis – Bibliothek für Jäger und Jagdfreunde. Herausgegeben von Ernst Ritter von Dombrowski. Verlag Huber & Lahme, Wien
- Grüne Brüche – Skizzen aus dem Jägerleben. 3 Bände, Verlag Reclam jun., Leipzig 1908–1921

Weitere Bücher:
- Tannenrauschen aus deutschem Wald. 12 Waldmärchen für jung und alt. [1908]
- Aus der Waldheimat – Deutsche Wald- und Jägermärchen für jung und alt. Illustriert von Hans Rudolf Schulze. Neumann Verlag,  Neudamm 1906
- Lena – Drei Akte aus dem Leben einer Schauspielerin. Verlag Seelig, Graz 1912
- Frank Waldfrieds Erlebnisse im ultramontanen Himmel – Eine verwunderlich wahrhaftige Mär. Ausgabe: 2. Aufl. von „Frank Waldfrieds Traum“, Verlag Lehmann, München 1914
- Alt-Österreichs Erwachen – Ein vaterländisches Festspiel. Verlag Leykam, Graz 1914
- Zu Wehr und Ehr – Vaterländische Dichtungen. Verlag Leykam, Graz 1915; 33. Auflage 1917
- Jagd- und Schlachtfelder – Erinnerungen eines fahrenden Weidgesellen und Naturforschers aus den Kriegsgebieten der Karpathen, aus Galizien, Serbien, Bosnien und der Herzegowina. Verlag Böhm, Graz 1916

- Die Jagd geht auf! Eine Sammlung farbiger Kunstblätter nach Originalen von W. Arnold. Mit einem Begleitwort von Ernst Ritter von Dombrowski. Verlag J. J. Weber, Leipzig 1918